# Zólochiv (Járkov)
Zólochiv (en ucraniano: Золочів) es un pueblo ucraniano perteneciente al óblast de Járkov. Situado en el noreste del país, es parte del raión de Bojodújiv y centro del municipio (hromada) homónimo.

## Toponimia
El nombre del pueblo en otros idiomas de importancia local es Zólochev (en ruso: Золочев). 

## Geografía
Zólochiv se encuentra a orillas del río Udy, 44 km al noroeste de Járkov.

## Historia
El pueblo se fundó en 1677 por colonos procedentes de la Ucrania de la margen derecha; según algunos historiadores, del óblast de Leópolis, donde se encuentra una ciudad del mismo nombre. El lugar fue escenario en 1680 de una victoria de los cosacos contra los tártaros de Crimea. Zólochiv era un pueblo en el uyezd de Járkov de la gobernación de Járkov del Imperio ruso. 
En la guerra civil rusa, Zólochiv formó parte de la República Soviética de Donetsk-Krivoi Rog de enero a abril de 1918, luego fue ocupada por el Ejército Imperial Alemán y entregada a la República Popular Ucraniana. En diciembre de 1918 se integró en la República Socialista Soviética de Ucrania pero en junio de 1919, Zólochiv fue tomada por los ejércitos blancos de Antón Denikin hasta diciembre de 1919. Desde 1925, Zólochiv tiene el estatus de asentamiento de tipo urbano y se publica un periódico local desde 1931.
Durante la Segunda Guerra Mundial, Zólochiv fue ocupada por la Alemania nazi desde octubre de 1941 hasta agosto de 1943.
El pueblo recibió el estatus de asentamiento de tipo urbano en 1975.
Hasta el 18 de julio de 2020, Zólochiv fue centro del raión de Zólochiv. El raión se abolió en julio de 2020 como parte de la reforma administrativa de Ucrania, que redujo el número de raiones del óblast de Járkiv a siete. El área del raión de Zólochiv se fusionó con otros en el raión de Bojodújiv.En 2023, Zólochiv perdió el estatus de asentamiento de tipo urbano debido a la eliminación de este estatus administrativo.
Tras el comienzo de la invasión rusa de Ucrania, Zólochiv terminó en la zona de ocupación de las tropas rusas hasta mediados de mayo de 2022, cuando fue liberado por las fuerzas militares ucranianas. Desde entonces, la artillería bombardea con frecuencia el pueblo.

## Demografía
La evolución de la población de Zólochiv entre 1861 y 2022 fue la siguiente:
| 5379                                                          | 5687 | 6573 | 11 706 | 8733 | 9052 | 12 062 | 13 017 | 12 663 | 13 848 | 12 878 | 11 591 | 9012 | 9034 | 7744 |
| (Fuente: Cities & Towns of Ukraine y UKRAINE: Größere Städte) |      |      |        |      |      |        |        |        |        |        |        |      |      |      |

Según el censo de 1897, el 97,57% de la población son ucranianos ("pequeños rusos") y el 2,36% eran rusos ("grandes rusos").

## Infraestructura

### Infraestructura, monumentos y lugares de interés
En el pueblo se encuentra la Iglesia de la Ascensión, un templo de finales del siglo XIX.

### Transporte
El ferrocarril Járkiv-Hotnia pasa por Zólochiv y también la carretera T-2103.

## Personas importantes
- Volodímir Pantelei (1945-2000): atleta soviético ucraniano que fue subcampeón europeo de 1500 m en pista cubierta en 1971.
- Ígor Vovchanchin (1973): luchador de artes marciales mixtas ucraniano y kickboxer retirado.

## Galería

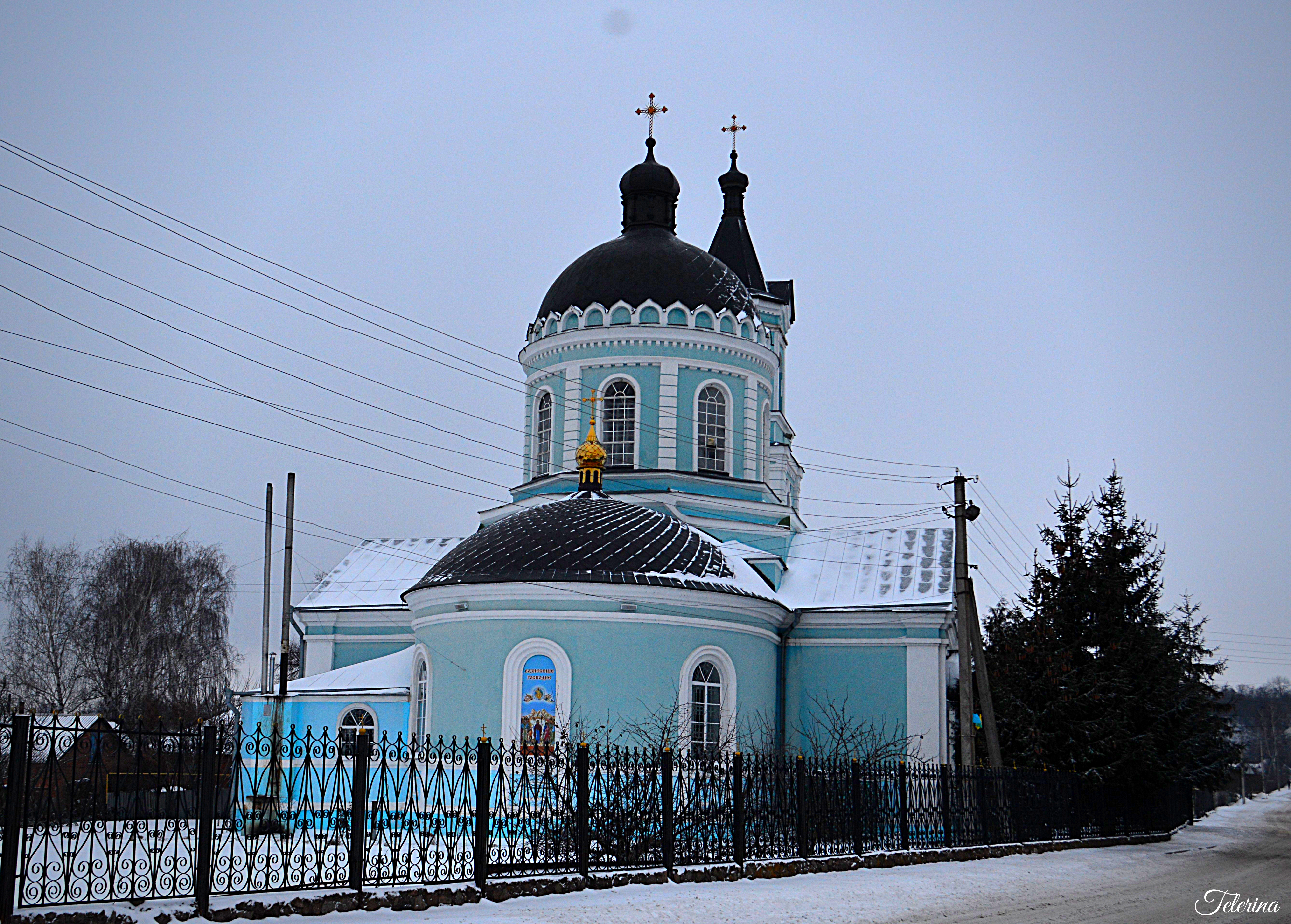
Iglesia de la Ascensión
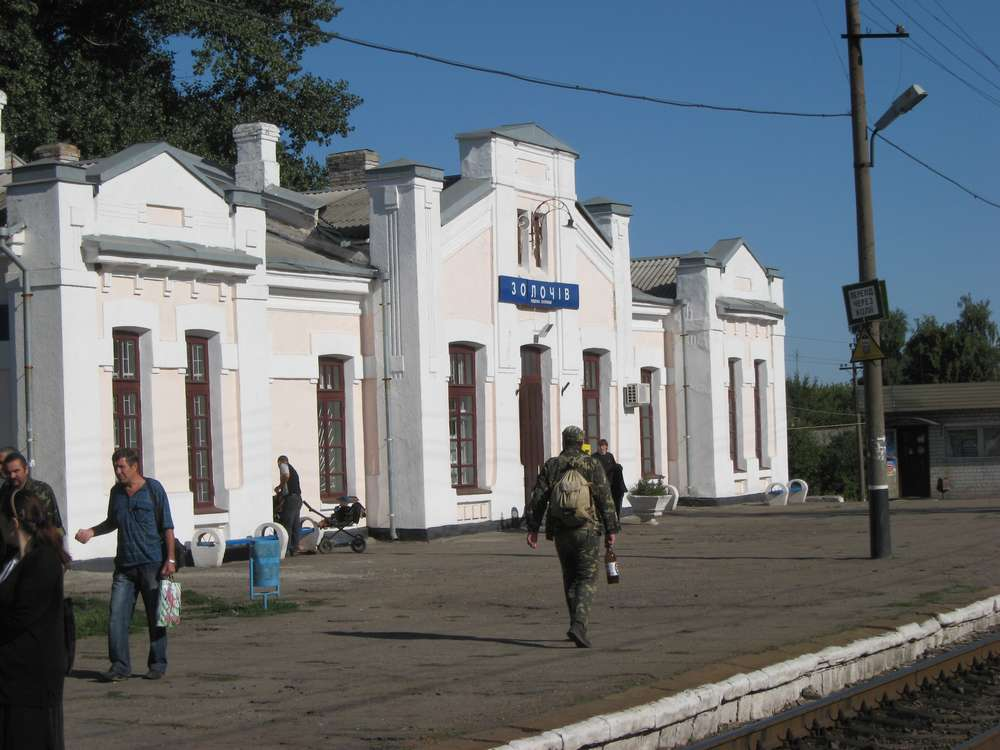
Estación de trenes de Zólochiv
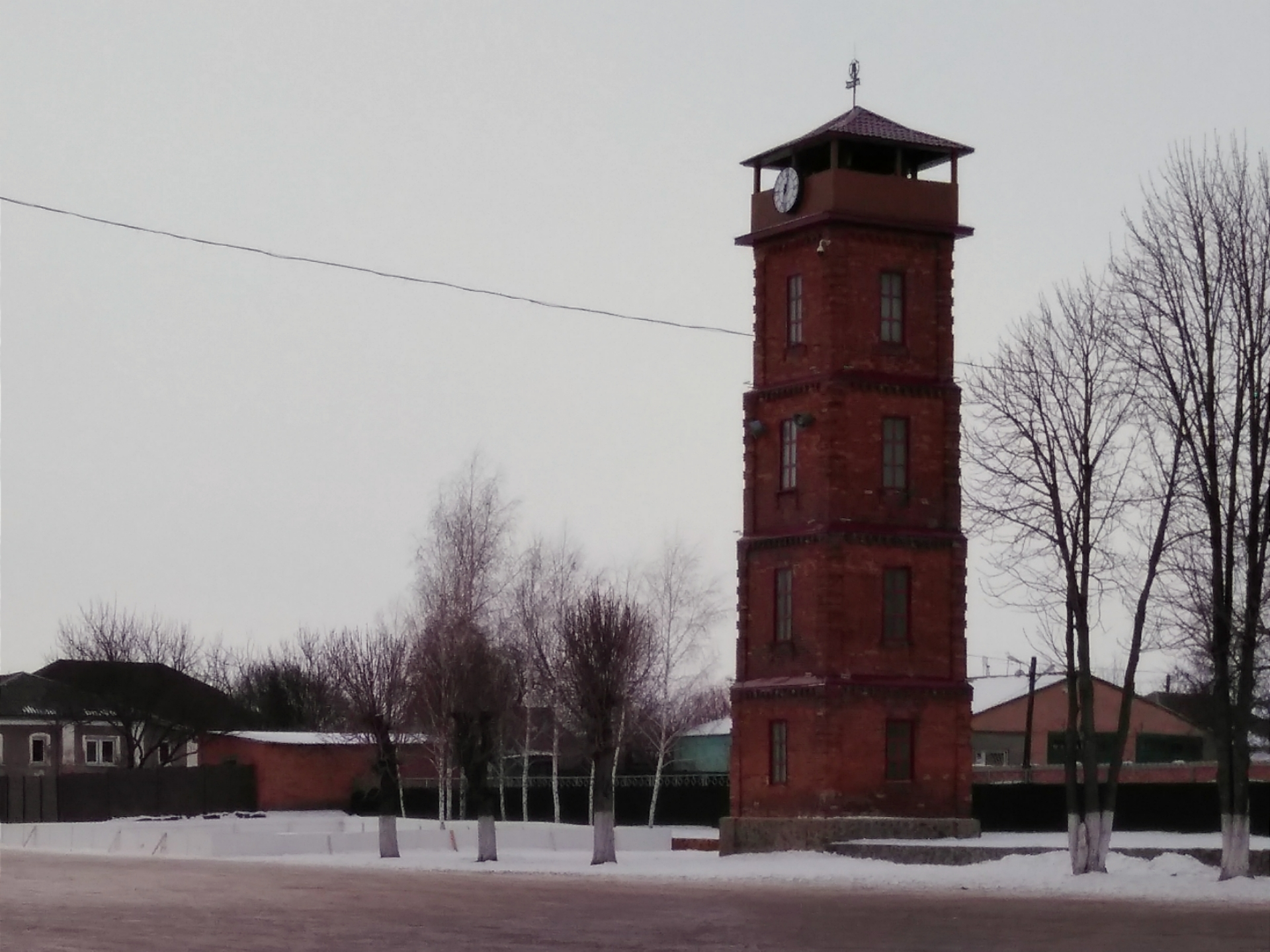
Torre anti-incendios